# ラセミ化
ラセミ化 (ラセミか、racemization) とは有機化学や無機化学においてある物質がキラリティーを持っているとき、量が多い方のエナンチオマーがもう一方のエナンチオマーに変わることによって系の鏡像体過剰率 (ee) が減少、または消失するような化学反応。反応の要因は熱、あるいは酸や塩基などの反応剤である。原系が旋光性を持っていた場合はそれが弱まるか、消失する。
ほか、ee を持つ物質を基質とした不斉合成反応で、生成物の ee が基質の ee よりも低下している場合に「ラセミ化が起こった」と表現する。
不斉炭素を複数持つジアステレオマー異性を持つ化合物において、片方のジアステレオマーの不斉炭素の立体配置がひとつだけ反転してもう一方のジアステレオマーに変わる場合は厳密にはラセミ化にはあたらない。この場合、不斉炭素の立体配置が反転する現象は エピ化、エピメリ化 (epimerization) と呼ばれる。糖の変旋光はエピ化の一種である。

## 立体化学
キラルな分子には光学的な性質が異なる二種類のエナンチオマーがあり、左旋性のエナンチオマー（（−)体）は直線偏光の偏光面を左に、右旋性のエナンチオマー（（+)体）は右に回転させる。系の ee が減少すると左旋性と右旋性が相殺して旋光性が減少する。

## ラセミ化
不斉炭素を持つ有機化合物がラセミ化する反応の多くにおいて、中間体として 3配位状態のカルボカチオン、またはカルバニオンを経由する。
光学活性なアミノ酸に強塩基を作用させると、α位のプロトンが引き抜かれたカルバニオンへ変わりその状態で反転が起こるため、ふたたびプロトンが結合したアミノ酸ではラセミ化が起こっている。
カルバニオン中間体を経る脱離-付加型の置換反応では、カルバニオンは3配位ながらも非共有電子対が配位点をひとつ占める四面体構造を持つため、ラセミ化の速度はカルバニオンの立体反転の速度に依存する。
カルボカチオン中間体を経るSN1型の求核置換反応では、反応中心に光学活性があったとしてもカルボカチオン中間体の段階で平面3配位となり、そのどちらの面からでも求核種が攻撃可能となるため置換生成物の ee は基質よりも低下する。中間体のカルボカチオンがフリーであれば ee は消失する。脱離したアニオンが溶媒かご中など近傍にとどまったり、SN2型の反応と併発した場合は ee が部分的に残る。

## 天然におけるラセミ化
天然では通常、キラル化合物の1つの異性体のみが生化学反応に関与し、残りは反応に関わらなかったり副反応を起こしたりする。このことはホモキラリティーの一部である。アミノ酸ではL体のみが生化学的に利用される場面が多い。しかしD体のアミノ酸を積極的に利用する生物もあり、異性化酵素としてラセマーゼを有している。ほか、カルボン酸を基質とするラセマーゼも知られる。
ラセミ化は生物の死後に徐々に進むため、化石の年代測定をする等に使われる。生体試料や法医学の年齢推定にも使われ、特に歯の中の象牙質中の D-アスパラギン酸は、加齢との相関が極めて高く、法医学の年齢鑑定に利用されている。